# شهرستان لیدل ریور (آرکانزاس)
شهرستان لیدل ریور، آرکانزاس (به انگلیسی: Little River County, Arkansas) شهرستانی در ایالات متحده آمریکا است که در آرکانزاس واقع شده‌است.

## خصوصیات
شهرستان لیدل ریور ۱٬۴۶۳٫۳۵ کیلومترمربع مساحت دارد.